# Agata Piszcz
Agata Piszcz, po mężu Dziamska (ur. 24 czerwca 1974 w Poznaniu) – polska kajakarka, medalista mistrzostw świata, mistrzyni Polski.

## Kariera sportowa
Była zawodniczką Posnanii. Jej największym sukcesem w karierze był brązowy medal mistrzostw świata w konkurencji K-4 200 m w 1999 (jej partnerkami były Aneta Michalak, Beata Sokołowska i Aneta Pastuszka). W pozostałych startach na mistrzostwach świata zajmowała miejsca: 1997 – 7 m. (K-4 200 m), 4 m. (K-4 500 m), 1998 – 7 m. (K-4 500 m), 1999 – 6 m. (K-2 1000 m). Na mistrzostwach Europy zajmowała miejsca: 1997 – 6 m. (K-4 500 m), 1999 – 7 m. (K-4 200 m), 2000 – 4 m. (K-4 200 m) i 4 m. (K-4 500 m).
Sześciokrotnie zdobywała mistrzostwo Polski:
- K-4 200 m: 1993, 1995
- K-4 500 m: 1992, 1994, 1995, 1996

Jest córką Rafała Piszcza.